# Contea di Van Zandt
La contea di Van Zandt in inglese Van Zandt County è una contea dello Stato del Texas, negli Stati Uniti. La popolazione al censimento del 2010 era di 52 579 abitanti. Il capoluogo di contea è Canton. Il suo nome deriva da Isaac Van Zandt, un membro del Congresso della Repubblica del Texas.

## Geografia
| Anno | Popolazione | ±%     |
| ---- | ----------- | ------ |
| 1850 | 1,348       | Note:  |
| 1860 | 3,777       | 180.2% |
| 1870 | 6,494       | 71.9%  |
| 1880 | 12,619      | 94.3%  |
| 1890 | 16,225      | 28.6%  |
| 1900 | 25,481      | 57.0%  |
| 1910 | 25,651      | 0.7%   |
| 1920 | 30,784      | 20.0%  |
| 1930 | 32,315      | 5.0%   |
| 1940 | 31,155      | −3.6%  |
| 1950 | 22,593      | −27.5% |
| 1960 | 19,091      | −15.5% |
| 1970 | 22,155      | 16.0%  |
| 1980 | 31,426      | 41.8%  |
| 1990 | 37,944      | 20.7%  |
| 2000 | 48,140      | 26.9%  |
| 2010 | 52,579      | 9.2%   |

Secondo l'Ufficio del censimento degli Stati Uniti d'America la contea ha un'area totale di 860 miglia quadrate (2200 km²), di cui 843 miglia quadrate (2180 km²) sono terra, mentre 17 miglia quadrate (44 km², corrispondenti al 2,0% del territorio) sono costituiti dall'acqua.

### Strade principali
- Interstate 20
- U.S. Highway 80
- State Highway 19
- State Highway 64
- State Highway 110
- State Highway 198

### Contee adiacenti
- Rains County (nord)
- Wood County (nord-est)
- Smith County (est)
- Henderson County (sud)
- Kaufman County (ovest)
- Hunt County (nord-ovest)

## Amministrazione
M. Lindsey Ray è lo sceriffo della contea, mentre il giudice è l'onorevole Don Kirkpatrick.

## Media
I media locali includono KDFW-TV, KXAS-TV, WFAA-TV, KTVT-TV, KERA-TV, KTXA-TV, KDFI-TV, KDAF-TV, KFWD-TV, KLTV-TV, KYTX-TV, KFXK-TV, KCEB-TV, e KETK-TV. 

### Giornali
- Canton Herald
- Van Banner
- Wills Point Chronicle
- Canton Guide
- Van Zandt County News
- East Texas Homes & Farms
- Grand Saline Sun